# Cap de drac i campana de vent

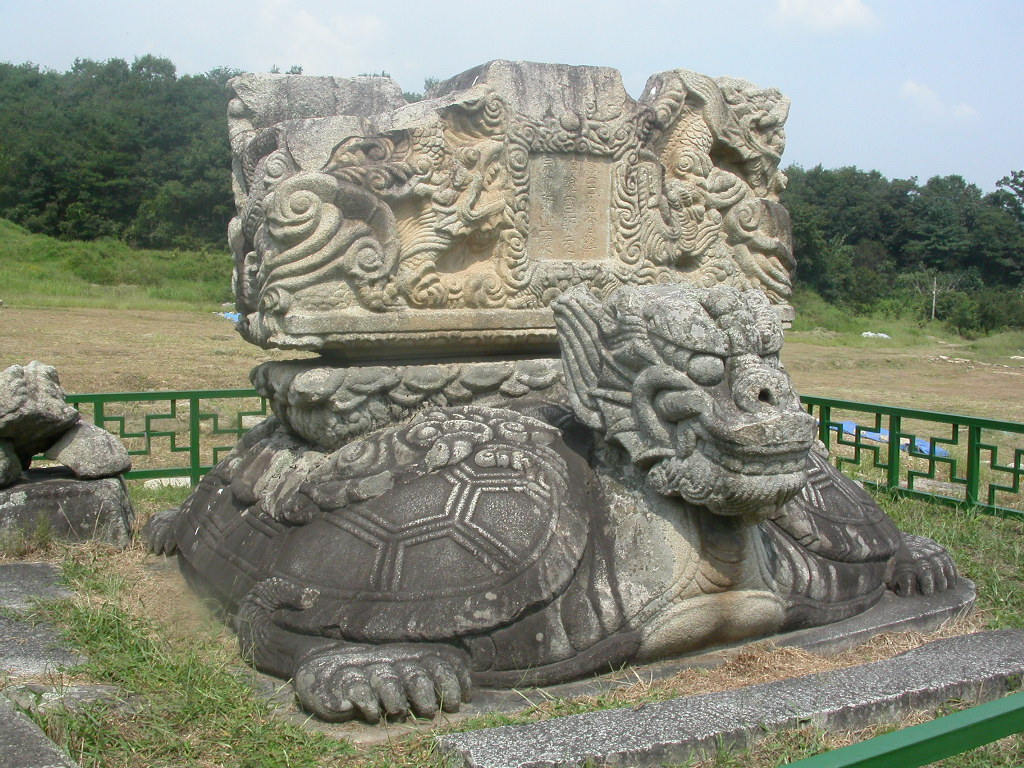
Monument al Temple Godal, que mostra l'híbrid drac-tortuga.

El Cap de drac i campana de vent és un elaborat tipus de carilló de vent coreà de bronze daurat i una escultura de drac del posterior art de Silla / principis de Goryeo, probablement servint com una figura de teulada en un temple budista o palau coreà. Hi ha dos exemples similars quasi complets, al Museu Metropolità d'Art a la ciutat de Nova York, i a Leeum, Museu d'Art de Samsung a Seül, que es designa com tresor nacional No. 781.
Pertanyent al segle x, aquest treball originàriament s'hauria adjuntat a una biga de la cantonada d'un edifici del palau reial o una sala de temple budista. L'artefacte, fet de bronze consta de dues parts principals: la campana de vent inferior i el coronament final de biga superior amb forma de cap de dra. El cap de drac conté diversos dissenys intricats i els seus ulls, boca tancada, banyes, orelles i escates elaborades transmeten la ferocitat de la criatura mítica. Un ganxo a la part superior de la campana podria haver-se'n utilitzat per penjar l'objecte e] la biga, ja que es poden veure bucles al mentó del cap de drac. La part inferior de la campana de vent conté plaques decoratives d'una plataforma circular amb motius de lotus en cada costat. Un símbol d'esvàstica es pot observar al mig de la plataforma. Això es considera un antic símbol relacionat amb Buda.
Com el drac es considera com un símbol de protecció i ferocitat a la tradició asiàtica, s'especula que aquest carilló s'hauria unit com una decoració de teulada al sostre d'un palau reial o una sala del temple budista. Els acabaments finals de drac són importants a l'art coreà. La cara del drac s'assembla a la del Temple Godal, que data del 975.

## Introducció
La península de Corea té una llarga història d'art. La ceràmica coreana mostra tècniques avançades i s'ha trobat joies elaborades enterrades en antigues tombes. Des del segle VII fins al segle xvii, es va desenvolupar l'artesania en metall i es poden observar fines obres de metall. També la porcellana i la pintura coreanes es van desenvolupar amb el seu estil distintiu. Aquest coronament en forma de cap de drac i campana de vent és una de les millors obres de metall del període de Goryeo.
A ;l'art i la cultura coreana, la figura del drac ocupa un lloc important. Especialment, el drac és considerat co] protector dels humans, així com per protegir dels esperits malignes. En aquesta figura, que mostra la ferocitat d'un drac, es pot observar com els artesans de Goryeo van avançar en el treball de metall. La campana, que funcionava com un punggyeong (en coreà :풍경, literalment 'campana de vent'), originàriament tenia un xapat en metall a l'interior. Un altre exemple similar pel cap de drac i el seu conjunt es pot veure a Leeum, Museu d'Art de Samsung, Seül, on l'element del «cap de drac» ha rebut la denominació de tresor nacional No. 781.